# In the Aeroplane over the Sea
Albums de Neutral Milk Hotel
On Avery Island
(1996)
In the Aeroplane Over the Sea est un album de Neutral Milk Hotel, groupe appartenant au collectif Elephant 6.

## Album
Cet enregistrement est typique du style des groupes composant Elephant 6 : les morceaux se basent sur une guitare acoustique accompagnée d'un chanteur (Jeff Mangum), auxquels viennent se greffer divers instruments, allant du piano à la scie musicale, en passant par la cornemuse, le wandering genie, l'accordéon, le banjo, le bugle et plus généralement les cuivres.
Cet album, deuxième du groupe, a connu aux États-Unis et au Canada un excellent accueil critique (le magazine Rolling Stone lui attribue une note de 3/4, le site Pitchfork une note de 10/10) et un bon accueil populaire.
Selon Merge Records, maison de disques du groupe, il s'est vendu plus de 100 000 albums de In the Aeroplane over the Sea, malgré un nombre de ventes limité lors de sa sortie. D'après Win Butler, cet album serait, avec le groupe the Magnetic Fields et d'autres groupes du label, l'une des raisons principales de la signature d'Arcade Fire chez Merge.

## Liste des morceaux

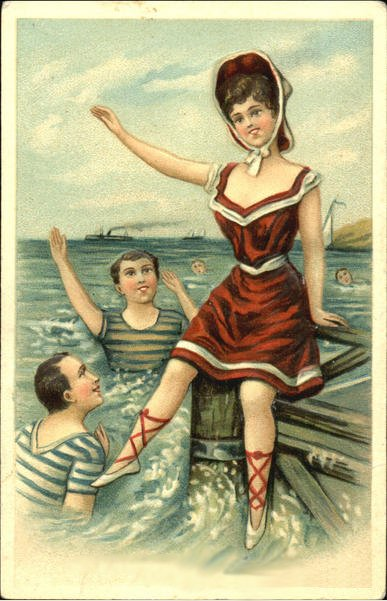
Carte postale originale ayant servi de base à la célèbre [http://upload.wikimedia.org/wikipedia/en/8/83/In_the_aeroplane_over_the_sea_album_cover_copy.jpg couverture de l'album

Tous les morceaux sont de Jeff Mangum, excepté The King of Carrot Flowers, Part Two, de Barnes, Koster, Mangum et Spillane.
1. The King of Carrot Flowers, Pt. One (2:00)
2. The King of Carrot Flowers, Pts. Two and Three  - (3:06)
3. In the Aeroplane Over the Sea (3:22)
4. Two-Headed Boy (4:26)
5. The Fool (S. Spillane) - (1:53)
6. Holland, 1945 (3:12)
7. Communist Daughter (1:57)
8. Oh Comely (8:18)
9. Ghost (4:08)
10. Sans titre (2:16)
11. Two-Headed Boy, Pt. Two (5:13)